# Kanovaren op de Olympische Zomerspelen 2016 – K-2 500 meter vrouwen
De K-2 500 meter vrouwen op de Olympische Zomerspelen 2016 vond plaats op maandag 15 en dinsdag 16 augustus 2016. Regerend olympisch kampioen waren Franziska Weber en Tina Dietze uit Duitsland, die in Rio de Janeiro hun titel verdedigden; ze wonnen het zilver. Er werden twee series geroeid, gevolgd door halve finales en twee finales. In de A-finale werden de medailles verdeeld.

## Resultaten

### Series

#### Serie 1
| rang | naam                                  | land             | tijd     |    |
| ---- | ------------------------------------- | ---------------- | -------- | -- |
| 1    | Gabriella Szabó Danuta Kozák          | Hongarije        | 1:41.092 | Q  |
| 2    | Karolina Naja Beata Mikołajczyk       | Polen            | 1:41.766 | HF |
| 3    | Anastasia Todorova Inna Hrysjtsjoen   | Oekraïne         | 1:43.697 | HF |
| 4    | Nadzeja Liapesjka Maryna Litvintsjoek | Wit-Rusland      | 1:44.835 | HF |
| 5    | Jelena Anjoesjina Kira Stepanova      | Rusland          | 1:45.906 | HF |
| 6    | Genevieve Orton Kathleen Fraser       | Canada           | 1:46.148 | HF |
| 7    | Alyssa Bull Alyce Burnett             | Australië        | 1:46.933 | HF |
| 8    | Lani Belcher Angela Hannah            | Groot-Brittannië | 1:53.948 | HF |

#### Serie 2
| rang | naam                                | land       | tijd     |    |
| ---- | ----------------------------------- | ---------- | -------- | -- |
| 1    | Franziska Weber Tina Dietze         | Duitsland  | 1:42.184 | Q  |
| 2    | Wenjun Ren Qing Ma                  | China      | 1:44.491 | HF |
| 3    | Natalja Sergejeva Irina Podoinikova | Kazachstan | 1:45.369 | HF |
| 4    | Amalie Thomsen Ida Villumsen        | Denemarken | 1:46.246 | HF |
| 5    | Nikolina Moldovan Milica Starović   | Servië     | 1:46.410 | HF |
| 6    | Yvonne Schuring Ana-Roxana Lehaci   | Oostenrijk | 1:46.429 | HF |
| 7    | Karin Johansson Sofia Paldanius     | Zweden     | 1:46.456 | HF |

### Halve finales
De beste drie kano's kwalificeerden zich voor de A-finale, waarin de medailles werden verdeeld; de overige drie duo's gingen door naar de B-finale.

#### Halve finale 1
| rang | naam                                  | land        | tijd     |   |
| ---- | ------------------------------------- | ----------- | -------- | - |
| 1    | Nadzeja Liapesjka Maryna Litvintsjoek | Wit-Rusland | 1:42.285 | Q |
| 2    | Anastasia Todorova Inna Hrysjtsjoen   | Oekraïne    | 1:43.363 | Q |
| 3    | Alyssa Bull Alyce Burnett             | Australië   | 1:44.290 | Q |
| 4    | Yvonne Schuring Ana-Roxana Lehaci     | Oostenrijk  | 1:44.462 | B |
| 5    | Wenjun Ren Qing Ma                    | China       | 1:44.780 | B |
| 6    | Nikolina Moldovan Milica Starović     | Servië      | 1:46.008 | B |

#### Halve finale 2
| rang | naam                                | land             | tijd     |   |
| ---- | ----------------------------------- | ---------------- | -------- | - |
| 1    | Karolina Naja Beata Mikołajczyk     | Polen            | 1:41.684 | Q |
| 2    | Jelena Anjoesjina Kira Stepanova    | Rusland          | 1:42.439 | Q |
| 3    | Natalja Sergejeva Irina Podoinikova | Kazachstan       | 1:43.577 | Q |
| 4    | Karin Johansson Sofia Paldanius     | Zweden           | 1:44.090 | B |
| 5    | Genevieve Orton Kathleen Fraser     | Canada           | 1:45.351 | B |
| 6    | Amalie Thomsen Ida Villumsen        | Denemarken       | 1:47.476 | B |
| 7    | Lani Belcher Angela Hannah          | Groot-Brittannië | 1:49.285 | B |

### Finales

#### Finale B
| rang | naam                              | land             | tijd     |  |
| ---- | --------------------------------- | ---------------- | -------- |  |
| 9    | Karin Johansson Sofia Paldanius   | Zweden           | 1:47.207 |  |
| 10   | Nikolina Moldovan Milica Starović | Servië           | 1:48.146 |  |
| 11   | Yvonne Schuring Ana-Roxana Lehaci | Oostenrijk       | 1:48.834 |  |
| 12   | Amalie Thomsen Ida Villumsen      | Denemarken       | 1:48.846 |  |
| 13   | Genevieve Orton Kathleen Fraser   | Canada           | 1:49.389 |  |
| 14   | Wenjun Ren Qing Ma                | China            | 1:51.582 |  |
| 15   | Lani Belcher Angela Hannah        | Groot-Brittannië | 1:54.193 |  |

#### Finale A
| rang   | naam                                  | land        | tijd     |  |
| ------ | ------------------------------------- | ----------- | -------- |  |
| Goud   | Gabriella Szabó Danuta Kozák          | Hongarije   | 1:43.687 |  |
| Zilver | Franziska Weber Tina Dietze           | Duitsland   | 1:43.738 |  |
| Brons  | Karolina Naja Beata Mikołajczyk       | Polen       | 1:45.207 |  |
| 4      | Anastasia Todorova Inna Hrysjtsjoen   | Oekraïne    | 1:45.868 |  |
| 5      | Jelena Anjoesjina Kira Stepanova      | Rusland     | 1:46.319 |  |
| 6      | Nadzeja Liapesjka Maryna Litvintsjoek | Wit-Rusland | 1:46.967 |  |
| 7      | Natalja Sergejeva Irina Podoinikova   | Kazachstan  | 1:48.361 |  |
| 8      | Alyssa Bull Alyce Burnett             | Australië   | 1:51.915 |  |